# NIIT
NIIT (kurz für: National Institute of Information Technology) ist ein weltweit operierender Software-Konzern mit Hauptsitz in Neu-Delhi. Die Aktien des Konzerns werden an der Bombay Stock Exchange gehandelt.
Im deutschsprachigen Raum ist der Konzern durch die NIIT Technologies GmbH mit Sitz in Frankfurt am Main vertreten.

## Geschichte
1981 gründeten die indischen Unternehmer Rajendra S. Pawar und Vijay K. Thadani das National Institute of Information Technology als privates IT-Ausbildungsunternehmen. Mit der Zeit entstand neben der Lehre als zweiter Geschäftsbereich IT Services und Solutions. 1993 ging NIIT an die Börse.
2004 trennte NIIT seine beiden Geschäftsbereiche: NIIT Ltd. führt die 1981 begonnene Lehrtätigkeit fort, NIIT Technologies konzentriert sich auf Softwareentwicklung und das Management von Geschäftsprozessen.
Heute ist der indische Mutterkonzern NIIT Technologies in 14 Ländern vertreten und beschäftigt weltweit 5.000 Mitarbeiter.

## Standorte

Umsatz nach Ländern

Umsatz nach Branchen

Im Jahr 2000 entstand aus dem Zusammenschluss einer IBM-Tochter mit der Opus Informatic AG die AD Solutions AG. Die NIIT erwarb 2002 alle Aktien der AD Solutions AG und war damit als eines der ersten indischen Unternehmen mit einer Tochter auf dem deutschen Markt vertreten. 2004 wurde die Tochter AD Solutions AG in NIIT Technologies AG umbenannt. 2007 wurde das Unternehmen von einer AG in eine GmbH umgewandelt.
Die Produktpalette umfasst unter anderem offshore IT-Dienstleistungen der indischen Muttergesellschaft.
Die NIIT Technologies GmbH ist an zwei Standorten in Deutschland vertreten (Frankfurt am Main, Monheim am Rhein).

## Sonstiges
Das 1999 von Sugata Mitra in Zusammenarbeit mit dem NIIT ins Leben gerufene Experiment „Hole in the Wall“ inspirierte nach eigenen Aussagen den indischen Autor Vikas Swarup zu seinem Roman Rupien! Rupien!. 2008 wurde das Buch von Danny Boyle unter dem Titel Slumdog Millionär verfilmt.